# American Music Awards 1994
Die 21. American Music Awards wurden von der American Broadcasting Company (ABC) am 7. Februar 1994 ausgestrahlt. Die Veranstaltung fand im Shrine Auditorium in Los Angeles, Kalifornien statt. Die Moderation übernahmen Meat Loaf, Reba McEntire und Will Smith.
Die meisten Preise gewann Whitney Houston mit sieben regulären Awards und einem Spezial-Award. Mit acht führte sie auch die Nominierungsliste an.

## Gewinner und Nominierte
| Subkategorie                              | Sieger                                                      | Nominierungen                                                                            |
| Pop/Rock Category                         | Pop/Rock Category                                           | Pop/Rock Category                                                                        |
| ----------------------------------------- | ----------------------------------------------------------- | ---------------------------------------------------------------------------------------- |
| Favorite Pop/Rock Male Artist             | Eric Clapton                                                | Michael Bolton Michael Jackson Rod Stewart                                               |
| Favorite Pop/Rock Female Artist           | Whitney Houston                                             | Mariah Carey Gloria Estefan Janet Jackson                                                |
| Favorite Pop/Rock Band/Duo/Group          | Aerosmith                                                   | Pearl Jam U2                                                                             |
| Favorite Pop/Rock Album                   | Whitney Houston – The Bodyguard: Original Soundtrack Album  | Janet Jackson – janet. Spin Doctors – Pocket Full of Kryptonite                          |
| Favorite Pop/Rock Song                    | Whitney Houston – I Will Always Love You                    | UB40 – Can’t Help Falling in Love Tag Team – Whoomp! (There It Is)                       |
| Favorite Pop/Rock New Artist              | Stone Temple Pilots                                         | Blind Melon SWV                                                                          |
| Soul/R&B Category                         |                                                             |                                                                                          |
| Favorite Soul/R&B Male Artist             | Luther Vandross                                             | Babyface Bobby Brown Michael Jackson                                                     |
| Favorite Soul/R&B Female Artist           | Whitney Houston                                             | Toni Braxton Mariah Carey Janet Jackson                                                  |
| Favorite Soul/R&B Band/Duo/Group          | En Vogue                                                    | Arrested Development SWV                                                                 |
| Favorite Soul/R&B Album                   | Whitney Houston – The Bodyguard: Original Soundtrack Album  | Janet Jackson – janet. SWV – It’s About Time Silk – Lose Control                         |
| Favorite Soul/R&B Song                    | Whitney Houston – I Will Always Love You                    | Mariah Carey – Dream Lover Janet Jackson – That’s the Way Love Goes                      |
| Favorite Soul/R&B New Artist              | Toni Braxton                                                | Silk SWV                                                                                 |
| Country Category                          |                                                             |                                                                                          |
| Favorite Country Male Artist              | Garth Brooks                                                | Vince Gill Alan Jackson George Strait                                                    |
| Favorite Country Female Artist            | Reba McEntire                                               | Mary Chapin Carpenter Dolly Parton Wynonna                                               |
| Favorite Country Band/Duo/Group           | Alabama                                                     | Brooks & Dunn Little Texas                                                               |
| Favorite Country Album                    | Alan Jackson – A Lot About Livin’ (And a Little ’Bout Love) | Brooks & Dunn – Hard Workin’ Man Garth Brooks – In Pieces Reba McEntire – It’s Your Call |
| Favorite Country Song                     | Alan Jackson – Chattahoochee                                | Clint Black & Wynonna – A Bad Goodbye Dolly Parton & Friends– Romeo                      |
| Favorite Country New Artist               | John Michael Montgomery                                     | Tracy Byrd Clay Walker                                                                   |
| Adult Contemporary Category               |                                                             |                                                                                          |
| Favorite Adult Contemporary Artist        | Kenny G                                                     | Michael Bolton Whitney Houston                                                           |
| Favorite Adult Contemporary Album         | Whitney Houston – The Bodyguard: Original Soundtrack Album  | Kenny G – Breathless Billy Joel – River of Dreams Rod Stewart – Unplugged… and Seated    |
| Favorite Ault Contemporary New Artist     | Toni Braxton                                                | Lauren Christy Lisa Keith                                                                |
| Heavy Metal/Hard Rock Category            |                                                             |                                                                                          |
| Favorite Heavy Metal/Hard Rock Artist     | Aerosmith                                                   | Metallica Pearl Jam                                                                      |
| Favorite Heavy Metal/Hard Rock New Artist | Stone Temple Pilots                                         | Blind Melon The Smashing Pumpkins                                                        |
| Rap/Hip-Hop Category                      |                                                             |                                                                                          |
| Favorite Rap/Hip-Hop Artist               | Dr. Dre                                                     | Arrested Development Naughty by Nature                                                   |
| Favorite Rap/Hip-Hop New Artist           | Dr. Dre                                                     | Onyx 2Pac                                                                                |
| Merit                                     |                                                             |                                                                                          |
| Whitney Houston                           |                                                             |                                                                                          |
| International Award                       |                                                             |                                                                                          |
| Rod Stewart                               |                                                             |                                                                                          |

## Auftritte
| Künstler                         | Lied(er)                                                            |
| -------------------------------- | ------------------------------------------------------------------- |
| Toni Braxton                     | Another Sad Love Song                                               |
| Brooks & Dunn                    | Har Workin’ Man                                                     |
| Michael Bolton                   | Said I Loved You… But I Lied                                        |
| Snoop Doggy Dogg Dr. Dre         | Gin and Juice                                                       |
| DJ Jazzy Jeff & The Fresh Prince | I Wanna Rock                                                        |
| Kenny G                          | Forever in Love                                                     |
| Gloria Estefan                   | Mi Tierra                                                           |
| Vince Gill & Gladys Knight       | Ain’t Nothing Like the Real Thing                                   |
| Gin Blossoms                     | Hey Jealousy                                                        |
| Whitney Houston                  | I Loves You, Porgy And I Am Telling You I’m Not Good I Have Nothing |
| Meat Loaf                        | Rock and Roll Dreams Come Through                                   |
| Rod Stewart                      | Maggie May Having a Party                                           |